# 根占町
根占町（ねじめちょう）は、鹿児島県南東部、肝属郡に属していた町。現在の南大隅町北部、雄川下流域とその南一帯にあたる。
日本史上では禰寝氏の本貫地として知られ、著名な町であった。南大隅町、日置市（日吉町吉利）の各項参照。

## 地理
- 山：辻岳（俗称：根占富士）、野首嶽、木場岳
- 河川：雄川
- 海洋：鹿児島湾

## 歴史
- 1889年（明治22年）4月1日 - 町村制の施行により、南大隅郡辺田村・川南村・山本村・川北村・横別府村の区域をもって小根占村（こねじめむら）が発足。
- 1897年（明治30年）4月1日 - 郡の統合により肝属郡に所属[2]。
- 1941年（昭和16年）1月1日 - 小根占村が町制施行して根占町となる。
- 1950年（昭和25年）4月1日 - 一部の地域を田代町に編入[3]。
- 2005年（平成17年）3月31日 - 佐多町と新設合併して南大隅町が発足。同日根占町廃止。各大字は根占を冠称。

## 人口
根占町に相当する地域の人口推移単位：人。
|      | 1955年 | - | 1975年 | 1980年 | 1985年 | 1990年 | 1995年 | 2000年 | 2005年 | 2010年 |
| 人口 | 13,589 | - | 9,313  | 9,652  | 8,213  | 7,768  | 7,322  | 6,945  | 6,604  | 6,066  |

| 根占町の人口推移 1975－2010 |
|                             |

根占町に相当する地域の年齢別人口単位：人。カッコ内は根占地域人口に占める割合。

（年少人口：0歳 -14歳、生産年齢人口：15歳 - 64歳、老年人口：65歳以上）
|        | 年少人口     | 生産年齢人口 | 老年人口     |
| 1995年 | 1,123(15.3%) | 4,215(57.6%) | 1,984(27.1%) |
| 2010年 | 666(11.0%)   | 3,026(49.9%) | 2,374(39.1%) |

## 交通

### 鉄道
町内を鉄道は通っていない。最寄り鉄道駅は、フェリーを経て九州旅客鉄道指宿枕崎線の指宿駅および山川駅。

### 道路
- 国道269号
- 国道448号
- 鹿児島県道68号鹿屋吾平佐多線
- 鹿児島県道562号池田根占線
- 鹿児島県道563号辺塚根占線